# Cesare Zacchi
Cesare Zacchi (Ortignano Raggiolo, 28 novembre 1914 – Roma, 24 agosto 1991) è stato un arcivescovo cattolico italiano.

## Biografia
Nasce a Ortignano Raggiolo, piccolo centro in provincia e diocesi di Arezzo, il 28 novembre 1914, figlio di Raffaello Zacchi e di Angiola Bertuccelli.
A 16 anni, nell'ottobre del 1930, entra nel seminario diocesano e, nel 1934, viene inviato a continuare gli studi di Teologia presso il Collegio Canisianum, diretto dai Gesuiti, ad Innsbruck, chiuso, il 21 novembre 1938, dopo l'Anschluss,
Viene ordinato sacerdote ad Arezzo il 17 ottobre 1937 e, due anni dopo, si laurea in Teologia.
Durante gli anni della Seconda Guerra Mondiale si dedica all'attività parrocchiale ed all'insegnamento, per poi essere inviato a Roma, nel 1948, ed entrare nella Pontificia Accademia Ecclesiastica, laureandosi in Diritto Canonico.
Il 10 agosto 1951 viene nominato cameriere segreto soprannumerario, confermato successivamente il 28 ottobre 1958 ed il 21 giugno 1963 e, dal 1º agosto seguente,   prelato domestico.
Lavora successivamente nelle Nunziature apostoliche in Austria, Yugoslavia e Colombia.
Nel 1960 viene inviato, come Consigliere di nunziatura, a Cuba, a fianco del Nunzio Luigi Centoz, che, il 5 luglio 1962, viene richiamato a Roma, quale nuovo Vice Camerlengo di Santa Romana Chiesa.
Subito dopo la partenza di Centoz per Roma, viene nominato Incaricato d'affari ad interim della Nunziatura apostolica a Cuba, e, il 16 settembre 1967, è eletto anche vescovo titolare di Zella.
Viene consacrato il 12 dicembre seguente, nella Cattedrale dell'Immacolata Concezione di Maria a L'Avana, da Emanuele Clarizio, arcivescovo titolare di Claudiopoli di Isauria e delegato apostolico in Canada, avendo per co-consacranti Evelio Díaz y Cía, arcivescovo della capitale cubana, e José Maximino Eusebio Domínguez y Rodríguez, vescovo di Matanzas.
Negli anni in cui è Incaricato d'affari a Cuba consacra quattro nuovi vescovi dell'isola, tra di essi, il 16 luglio 1969, Francisco Ricardo Oves Fernández, successivamente, tra il 1970 e il 1981, arcivescovo di San Cristóbal de la Habana.
Dopo sette anni Paolo VI lo promuove, il 22 maggio 1974, arcivescovo titolare di Maura, sede elevata pro hac vice a titolo arcivescovile, e lo nomina, due giorni dopo, nuovo Nunzio apostolico a Cuba, dopo dodici anni di vacanza dell'incarico.
Un anno dopo, il 1º giugno 1975, viene richiamato a Roma e nominato Presidente della Pontificia Accademia Ecclesiastica, ufficio che occupa per dieci anni, fino all'8 giugno 1985.
Il 9 novembre 1985 partecipa, quale co-consacrante, assieme al vescovo di Rimini, Giovanni Locatelli, all'ordinazione episcopale, conferita dal cardinale Jozef Tomko, dell'arcivescovo Pietro Sambi, in seguito Nunzio apostolico negli Stati Uniti d'America.
Entra, quale Canonico, nel Capitolo della Patriarcale Basilica Vaticana, dove rimane fino alla morte, all'età di quasi 77 anni, il 24 agosto 1991, a causa di un male incurabile, dopo aver ricevuto la visita al suo capezzale di Giovanni Paolo II.
Le solenni esequie, svoltesi, tre giorni dopo, nella Basilica Vaticana, sono presiedute dall'arciprete, il cardinale Virgilio Noè, poi viene sepolto nella cappella del Capitolo Vaticano nel Cimitero del Verano.

## Genealogia episcopale e successione apostolica
La genealogia episcopale è:
- Cardinale Scipione Rebiba
- Cardinale Giulio Antonio Santori
- Cardinale Girolamo Bernerio, O.P.
- Arcivescovo Galeazzo Sanvitale
- Cardinale Ludovico Ludovisi
- Cardinale Luigi Caetani
- Cardinale Ulderico Carpegna
- Cardinale Paluzzo Paluzzi Altieri degli Albertoni
- Papa Benedetto XIII
- Papa Benedetto XIV
- Papa Clemente XIII
- Cardinale Marcantonio Colonna
- Cardinale Giacinto Sigismondo Gerdil, B.
- Cardinale Giulio Maria della Somaglia
- Cardinale Carlo Odescalchi, S.I.
- Cardinale Costantino Patrizi Naro
- Cardinale Lucido Maria Parocchi
- Papa Pio X
- Cardinale Gaetano De Lai
- Cardinale Raffaele Carlo Rossi, O.C.D.
- Cardinale Amleto Giovanni Cicognani
- Arcivescovo Emanuele Clarizio
- Arcivescovo Cesare Zacchi

La successione apostolica è:
- Arcivescovo Francisco Ricardo Oves Fernández
- Vescovo Héctor Luis Lucas Peña Gómez
- Vescovo Fernando Ramon Prego Casal
- Vescovo Evelio Ramos Díaz